# Nationale Straßen-Radsportmeister 2013
Die ersten Nationalen Straßen-Radsportmeisterschaften 2013 wurden im Januar in Australien und Neuseeland ausgetragen. In den meisten anderen Nationen hingegen finden die jeweiligen Austragungen Ende Juni statt.
| Nation                         | Trikot                      | Straßenrennen – Männer    | Einzelzeitfahren – Männer   | Straßenrennen – Frauen  | Einzelzeitfahren – Frauen |
| ------------------------------ | --------------------------- | ------------------------- | --------------------------- | ----------------------- | ------------------------- |
| Albanien                       | Redi Halilaj                | Redi Halilaj              |                             |                         |                           |
| Algerien                       | Hichem Chaabane             | Adel Barbari              | Sarah Assas                 | Aicha Tihar             |                           |
| Amerikanische Jungferninseln   | Mark Defour                 | Mark Defour               |                             |                         |                           |
| Andorra                        |                             | Guy Díaz                  |                             |                         |                           |
| Angola                         | Igor Silva                  | Igor Silva                |                             |                         |                           |
| Antigua und Barbuda            | André Simon                 | Jyme Bridges              |                             | Kevinia Francis         |                           |
| Argentinien                    | Gabriel Juárez              | Leandro Messineo          | Mariela Delgado             | Inez Gutiérrez          |                           |
| Aruba                          | George Winterdal            | George Winterdal          |                             |                         |                           |
| Aserbaidschan                  | Samir Jabrayilov            | Elchin Asadov             |                             |                         |                           |
| Äthiopien                      | Tsgabu Grmay                | Tsgabu Grmay              |                             |                         |                           |
| Australien                     |                             | Luke Durbridge            | Luke Durbridge              | Gracie Elvin            | Shara Gillow              |
| Bahamas                        | Tracey Sweeting             | Jay Major                 |                             |                         |                           |
| Barbados                       | Jamol Eastmond              | Russell Elcock            |                             |                         |                           |
| Belgien                        | Stijn Devolder              | Kristof Vandewalle        | Liesbet De Vocht            | Liesbet De Vocht        |                           |
| Belize                         | Byron Pope                  | Edgar Arana               |                             | Shalini Zabaneh         |                           |
| Bermuda                        | Dominique Mayho             | Shannon Lawrence          |                             |                         |                           |
| Bolivien                       | Gilber Zurita               | Basilio Ramos             | Gladys Choque               |                         |                           |
| Bosnien und Herzegowina        | Nikica Atlagić              | Mujo Kurtović             |                             |                         |                           |
| Botswana                       | Bernardo Ayuso              | Bernardo Ayuso            |                             |                         |                           |
| Brasilien                      | Rodrigo Nascimento          | Luiz Amorim               | Lucienne da Silva           | Clemilda Silva          |                           |
| Britische Jungferninseln       | Philippe Leroy              | Philippe Leroy            |                             |                         |                           |
| Brunei                         | Azmi Abd Hadzid             |                           |                             |                         |                           |
| Bulgarien                      | Danail Petrow               | Spas Gjurow               |                             |                         |                           |
| Burkina Faso                   | Hamidou Yameogo             |                           |                             |                         |                           |
| Cayman Islands                 |                             | Michele Smith             |                             |                         |                           |
| Chile                          | Julio Garcés                | Gerson Zúñiga             | Carla Vallejos              | Carla Vallejos          |                           |
| Volksrepublik China            | Shan Shuang                 | Chen Libin                |                             |                         |                           |
| Chinesisch Taipeh              | Chun Kai Feng               | Chun Kai Feng             |                             |                         |                           |
| Costa Rica                     | Paul Betancourt             | Henry Raabe               | Edith Guillén               | Natalia Navarro         |                           |
| Curaçao                        | Luis Javier Martínez        | Jendelo Paula             |                             |                         |                           |
| Dänemark                       | Michael Mørkøv              | Brian Vandborg            | Kamilla Vallin              | Annika Langvad          |                           |
| Deutschland                    | André Greipel               | Tony Martin               | Trixi Worrack               | Lisa Brennauer          |                           |
| Dominikanische Republik        | Diego Milán                 | Rodny Minier              |                             |                         |                           |
| Dschibuti                      | Mourad Ahmed                |                           |                             |                         |                           |
| El Salvador                    | Rafael Carías               | Jimmy López               |                             |                         |                           |
| Elfenbeinküste                 | Bassirou Konté              |                           |                             |                         |                           |
| Eritrea                        | Meron Teshome               | Metkel Kiflay             |                             |                         |                           |
| Estland                        | Rein Taaramäe               | Tanel Kangert             | Liisi Rist                  | Liisi Rist              |                           |
| Finnland                       | Jussi Veikkanen             | Samuel Pökälä             | Lotta Lepistö               | Sari Saarelainen        |                           |
| Frankreich                     | Arthur Vichot               | Sylvain Chavanel          | Elise Delzenne              | Pauline Ferrand-Prévot  |                           |
| Gabun                          | Cédric Thaouta              | Ephrem Ekobena            |                             |                         |                           |
| Georgien                       | Giorgi Nareklishvili        | Besik Gavasheli           |                             |                         |                           |
| Griechenland                   | Ioannis Tamouridis          | Ioannis Tamouridis        | Eleni-Michali Tsavari       | Eleni-Michali Tsavari   |                           |
| Großbritannien                 | Mark Cavendish              | Alex Dowsett              | Elizabeth Armitstead        | Joanna Rowsell          |                           |
| Guatemala                      | Julián Yac                  | Manuel Rodas              |                             | Andrea Guillén          |                           |
| Guyana                         | Raynauth Jeffrey            | Raynauth Jeffrey          |                             |                         |                           |
| Hongkong                       | King Wai Cheung             | Ki Ho Choi                | Jamie Wong                  | Jamie Wong              |                           |
| Indien                         | Shridhar Savanur            | Aravind Panwar            |                             |                         |                           |
| Indonesien                     | Aiman Cahyadi               |                           |                             |                         |                           |
| Iran                           | Ghader Mizbani              | Behnam Khalilikhosroshahi |                             |                         |                           |
| Irland                         | Matthew Brammeier           | Michael Hutchinson        | Melanie Spath               | Caroline Ryan           |                           |
| Island                         | Ingvar Ómarsson             | Hafsteinn Geirsson        |                             |                         |                           |
| Israel                         | Yuval Dolin                 | Yoav Bär                  | Paz Bash                    | Paz Bash                |                           |
| Italien                        | Ivan Santaromita            | Marco Pinotti             | Dalia Muccioli              | Tatiana Guderzo         |                           |
| Jamaika                        | Oshane Williams             | Peter Thompson            |                             | Rachel Gooden           |                           |
| Japan                          | Yukiya Arashiro             | Masatoshi Ōba             | Eri Yonamine                |                         |                           |
| Kanada                         | Zach Bell                   | Curtis Dearden            | Joëlle Numainville          | Joëlle Numainville      |                           |
| Kasachstan                     | Alexander Djatschenko       | Andrei Misurow            |                             |                         |                           |
| Kirgisistan                    | Eugen Wacker                | Eugen Wacker              |                             |                         |                           |
| Kolumbien                      | Walter Pedraza              | Carlos Ospina             |                             | Lorena Vargas           |                           |
| Kroatien                       | Robert Kišerlovski          | Matija Kvasina            |                             |                         |                           |
| Lesotho                        | Teboho Khantsi              | Phetetso Monese           | Relebohile Mothobi          | Relebohile Mothobi      |                           |
| Lettland                       | Aleksejs Saramotins         | Gatis Smukulis            |                             | Dana Rožlapa            |                           |
| Libanon                        | Hassan El Hajj              | Salah Ribah               |                             |                         |                           |
| Liechtenstein                  | Gordian Banzer              | Karlheinz Risch           |                             |                         |                           |
| Litauen                        | Tomas Vaitkus               | Ignatas Konovalovas       | Agne Silinyte               |                         |                           |
| Luxemburg                      | Bob Jungels                 | Bob Jungels               | Christine Majerus           | Christine Majerus       |                           |
| Madagaskar                     | Nambinina Randrianantenaina | David Solofoson           |                             |                         |                           |
| Malawi                         | Missi Kathumba              |                           |                             |                         |                           |
| Malaysia                       | Mohd Shahrul Mat Amin       | Mohd Fauzan Ahmad Lutfi   | Nur Syazwana Mohammad Jamil | Grace Phang             |                           |
| Mali                           | Yacouba Togola              |                           |                             |                         |                           |
| Malta                          | Etienne Bonello             | Etienne Bonello           |                             |                         |                           |
| Marokko                        | Abdelatif Saadoune          | Soufiane Haddi            | Asmae Zerfaoui              |                         |                           |
| Mauritius                      | Steward Pharmasse           | Yannick Lincoln           |                             |                         |                           |
| Mexiko                         | Luis Enrique Dávila         | Bernardo Colex junior     | Ingrid Drexel               | Ingrid Drexel           |                           |
| Moldau                         | Alexandr Braico             | Sergiu Cioban             |                             |                         |                           |
| Namibia                        | Till Drobisch               | Till Drobisch             |                             |                         |                           |
| Neuseeland                     |                             | Hayden Roulston           | Joseph Cooper               | Courtney Lowe           | Linda Villumsen           |
| Niederlande                    | Johnny Hoogerland           | Lieuwe Westra             | Lucinda Brand               | Ellen van Dijk          |                           |
| Nigeria                        | Sodiq Ajibade               |                           |                             |                         |                           |
| Nordmazedonien                 | Predrag Dimevski            | Zoran Ristovski           |                             | Anyeta Antovska         |                           |
| Norwegen                       | Thor Hushovd                | Edvald Boasson Hagen      | Cecilie Johnsen             | Tina Andreassen         |                           |
| Österreich                     | Riccardo Zoidl              | Matthias Brändle          | Andrea Graus                | Martina Ritter          |                           |
| Pakistan                       | Mohammad Sajid              |                           |                             |                         |                           |
| Panama                         | José Javier Rios            | Héctor Zepeda             |                             |                         |                           |
| Paraguay                       | Rubén Armoa                 | Gustavo Miño              |                             |                         |                           |
| Peru                           | César Mucha                 | Royner Navarro            |                             |                         |                           |
| Philippinen                    | Rustom Lim                  | Ronald Oranza             |                             |                         |                           |
| Polen                          | Michał Kwiatkowski          | Maciej Bodnar             | Eugenia Bujak               | Katarzyna Pawłowska     |                           |
| Portugal                       | Jóni Brandão                | Rui Costa                 |                             |                         |                           |
| Puerto Rico                    | Juan Martínez               |                           | Eddy Sorriano               |                         |                           |
| Ruanda                         | Gasore Hategeka             |                           |                             |                         |                           |
| Rumänien                       | Andrei Nechita              | Andrei Nechita            | Beata Adrienne Piringer     | Beata Adrienne Piringer |                           |
| Russland                       | Wladimir Issaitschew        | Ilnur Sakarin             | Swetlana Stolbowa           | Tatjana Antoschina      |                           |
| San Marino                     | Luca Forcellini             |                           |                             |                         |                           |
| Schweden                       | Michael Olsson              | Gustav Erik Larsson       | Emilia Fahlin               | Emma Johansson          |                           |
| Schweiz                        | Michael Schär               | Fabian Cancellara         | Doris Schweizer             | Patricia Schwager       |                           |
| Serbien                        | Ivan Stević                 | Esad Hasanović            |                             |                         |                           |
| Seychellen                     | Dominic Arrisol             | Dominic Arrisol           |                             |                         |                           |
| Sierra Leone                   | Mohamed Thorley             |                           |                             |                         |                           |
| Simbabwe                       | Bright Chipongo             | Bright Chipongo           |                             |                         |                           |
| Singapur                       | Ji Wen Low                  | Junrong Ho                |                             |                         |                           |
| Slowakei                       | Peter Sagan                 | Peter Velits              | Monika Kadlecová            | Alžbeta Pavlendová      |                           |
| Slowenien                      | Luka Pibernik               | Klemen Štimulak           |                             | Sara Frece              |                           |
| Spanien                        | Jesús Herrada               | Jonathan Castroviejo      | Ane Santesteban             | Anna Sanchis            |                           |
| St. Lucia                      | Kurt Maraj                  |                           |                             |                         |                           |
| St. Vincent und die Grenadinen | Oneil George                |                           | Niesha Alexander            |                         |                           |
| Südafrika                      |                             | Jay Robert Thomson        | Daryl Impey                 |                         | Ashleigh Moolman          |
| Südkorea                       | Jung Ji-min                 |                           | Na Ah-reum                  |                         |                           |
| Suriname                       | Moses Rickets               | Moses Rickets             | Zulekha Burnet              |                         |                           |
| Tansania                       | Emmanuel Mathias            | Hamisi Mkona              |                             |                         |                           |
| Thailand                       | Nawuti Liphongyu            |                           | Panawaraporn Boonsawat      |                         |                           |
| Trinidad und Tobago            | Emile Abraham               | Emile Abraham             | Keiana Lester               |                         |                           |
| Tschechien                     | Jan Bárta                   | Jan Bárta                 | Martina Sáblíková           | Martina Sáblíková       |                           |
| Tunesien                       | Rafaâ Chtioui               |                           | Rafaâ Chtioui               |                         |                           |
| Türkei                         | Nazim Bakırcı               | Bekir Baki Akırşan        | Merve Demircioglu           |                         |                           |
| Ukraine                        | Denys Kostjuk               | Andrij Wassyljuk          | Jelysaweta Oschurkowa       | Walerija Kononenko      |                           |
| Ungarn                         | Krisztián Lovassy           | Gábor Fejes               | Diana Pulsfort              | Mónika Király           |                           |
| Uruguay                        | Nicolás Arachichú           | Jorge Soto                |                             |                         |                           |
| Usbekistan                     | Murodjon Xolmurodov         | Murodjon Xolmurodov       |                             |                         |                           |
| Venezuela                      | Edwin Becerra               | José Rujano               | Danielys García             | Danielys García         |                           |
| Vereinigte Arabische Emirate   | Yousef Mirza Bani Hammad    | Mohamed Hasan Al Marwi    |                             |                         |                           |
| Vereinigte Staaten             | Fred Rodriguez              | Tom Zirbel                | Jade Wilcoxson              | Carmen Small            |                           |
| Vietnam                        | Thanh Tam Nguyen            | Minh Thuy Bui             |                             |                         |                           |
| Belarus                        | Andrei Krasilnikau          | Kanstanzin Siuzou         | Alena Amjaljussik           | Alena Amjaljussik       |                           |
| Zypern                         | Marios Athanasiadis         | Marios Athanasiadis       | Andria Christopjhorou       | Andria Christopjhorou   |                           |

1. ↑  Bei fettgedruckten Nationen gibt es direkte Links zu den entsprechenden nationalen Straßen-Radmeisterschaften.
2. ↑  Das Einzelzeitfahren hat Lee Farmer aus Neuseeland gewonnen.
3. ↑  Das Straßenrennen hat Mark Defour von den Amerikanischen Jungferninseln gewonnen.
4. ↑  Das Einzelzeitfahren hat King Lok Cheung aus Hongkong gewonnen.
5. ↑  Das Straßenrennen hat Alain Gouvernec aus Frankreich gewonnen.
6. ↑  Das Straßenrennen hat Enea Cambianica aus der Schweiz gewonnen.
7. ↑  Das Einzelzeitfahren hat Eduard Michael Grosu gewonnen. Dieser wurde aber nur in der U23-Klasse gewertet.
8. ↑  Das Straßenrennen hat Tjarco Cuppens aus den Niederlanden gewonnen.
9. ↑  Das Einzelzeitfahren hat Lee Rodgers aus dem Vereinigten Königreich gewonnen.